# Resolutie 1999 Veiligheidsraad Verenigde Naties
Resolutie 1999 van de Veiligheidsraad van de Verenigde Naties werd op 13 juli 2011 zonder stemming aangenomen door de VN-Veiligheidsraad en beval het net van Soedan afgescheiden Zuid-Soedan aan als kandidaat-VN-lidstaat.

## Inhoud
De Veiligheidsraad:
- Bestudeerde de aanvraag van de Republiek Zuid-Soedan voor het VN-lidmaatschap.
- Beveelt de Algemene Vergadering aan Zuid-Soedan VN-lidmaatschap te verlenen.

## Verwante resoluties
- Resolutie 1426 Veiligheidsraad Verenigde Naties (2002, Zwitserland)
- Resolutie 1691 Veiligheidsraad Verenigde Naties (2006, Montenegro)

Lijst ·  1967 ·  1968 ·  1969 ·  1970 ·  1971 ·  1972 ·  1973 ·  1974 ·  1975 ·  1976 ·  1977 ·  1978 ·  1979 ·  1980 ·  1981 ·  1982 ·  1983 ·  1984 ·  1985 ·  1986 ·  1987 ·  1988 ·  1989 ·  1990 ·  1991 ·  1992 ·  1993 ·  1994 ·  1995 ·  1996 ·  1997 ·  1998 ·  1999 ·  2000 ·  2001 ·  2002 ·  2003 ·  2004 ·  2005 ·  2006 ·  2007 ·  2008 ·  2009 ·  2010 ·  2011 ·  2012 ·  2013 ·  2014 ·  2015 ·  2016 ·  2017 ·  2018 ·  2019 ·  2020 ·  2021 ·  2022 ·  2023 ·  2024 ·  2025 ·  2026 ·  2027 ·  2028 ·  2029 ·  2030 ·  2031 ·  2032